# نوک‌پهن دماغه
نوک‌پهن دماغه (نام علمی: Anas smithii) نام یک گونه از سرده مرغابی‌ها است.